# San Giacomo dall’Orio

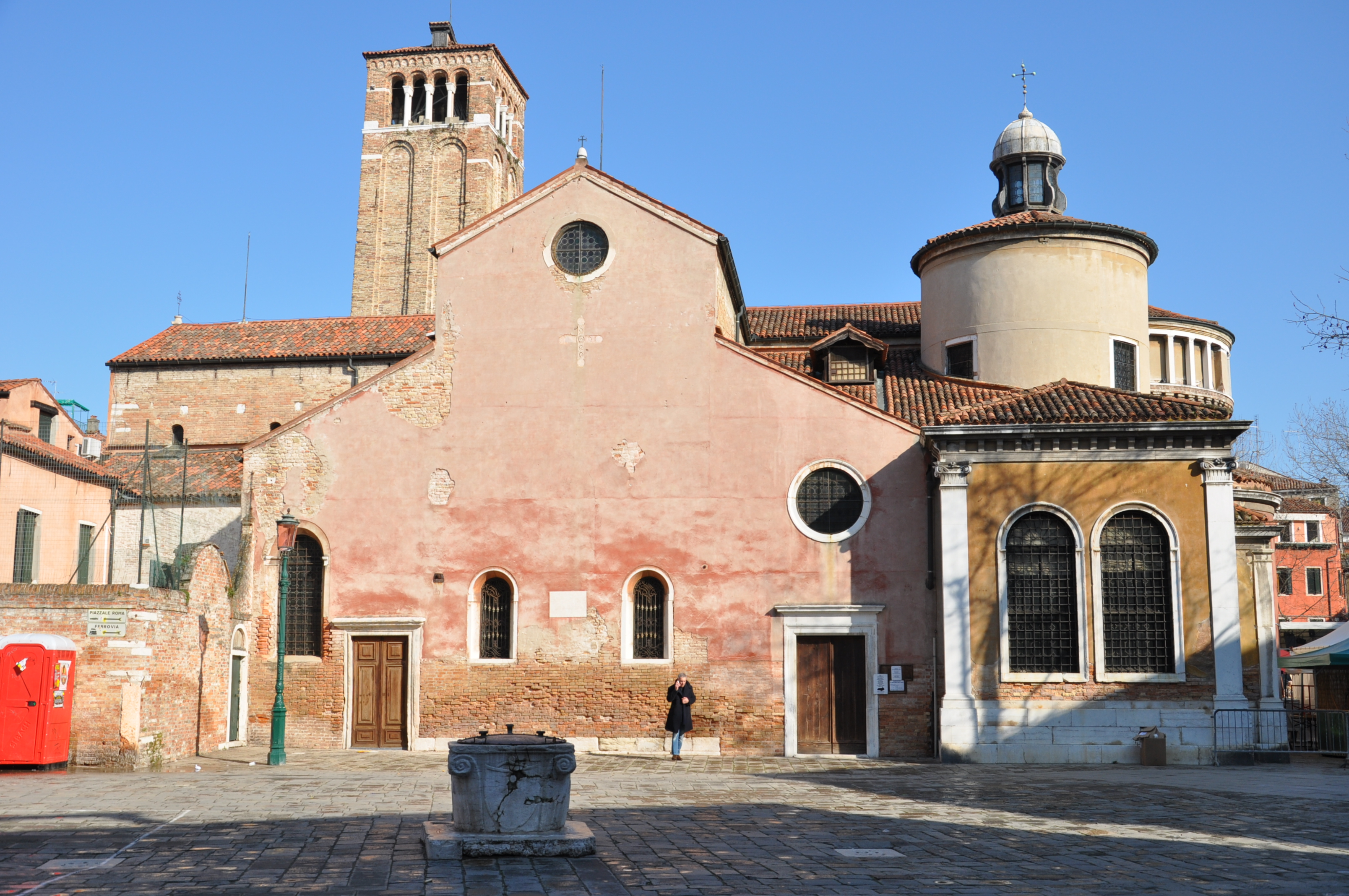
San Giacomo dall’Orio

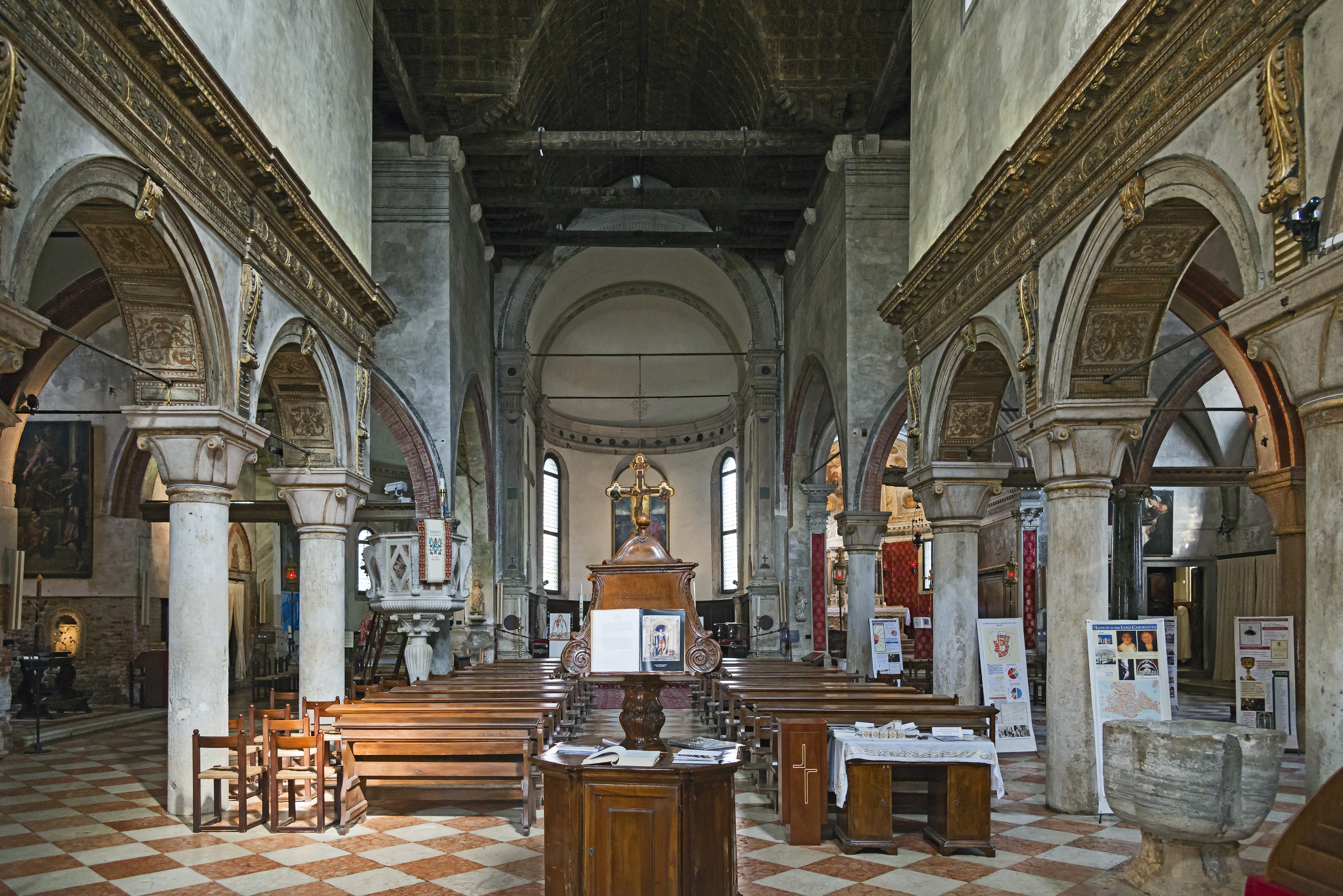
Innenraum

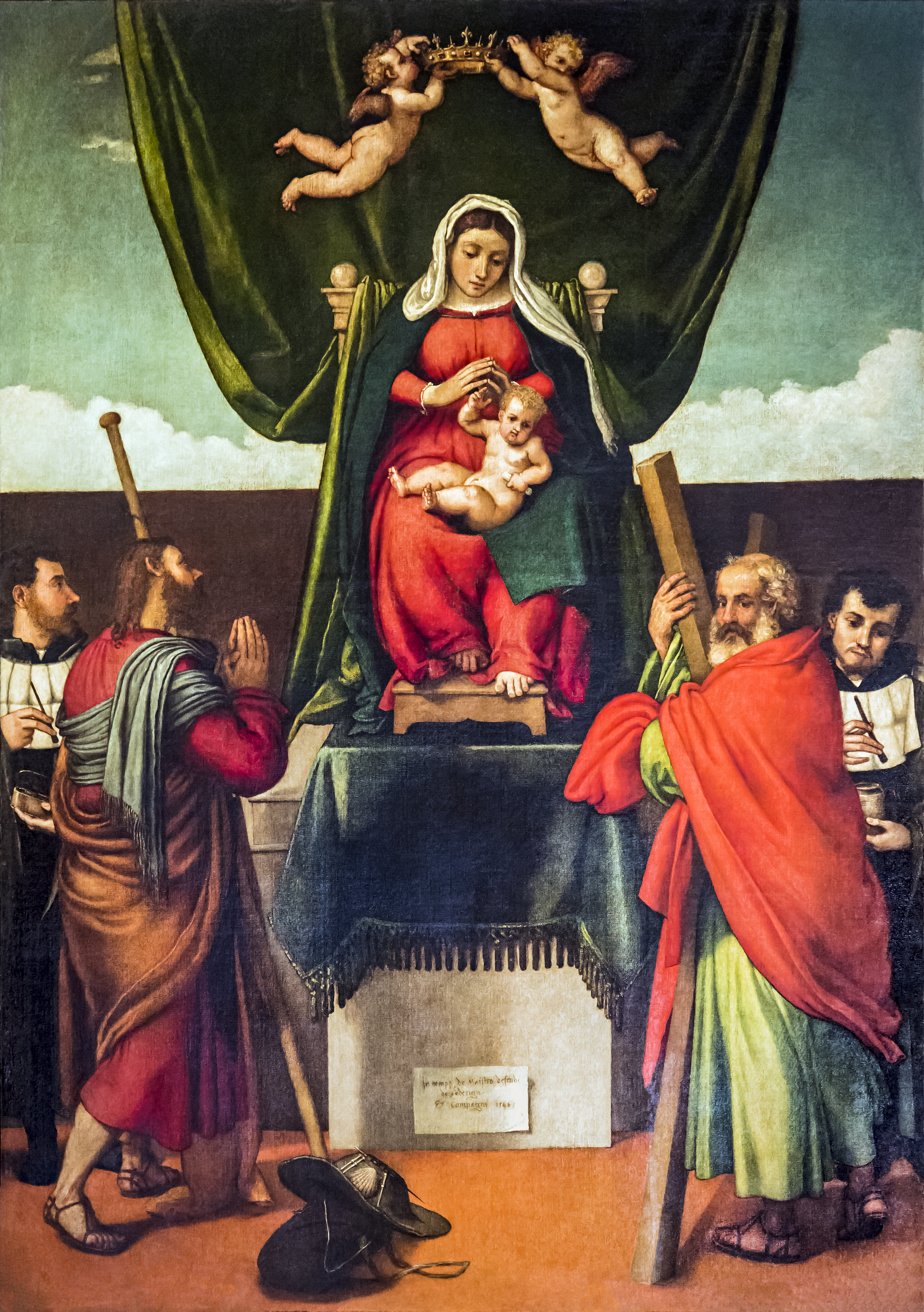
Lorenzo Lotto Sacra conversazione

San Giacomo dall’Orio, auch San Giacomo del luprio, ist eine Kirche im Sestiere Santa Croce in Venedig. In der Kirche von San Giacomo dall’Orio ist das Grabmal eines der größten Maler der italienischen Kunstgeschichte, Giambattista Pittoni, erhalten, der 1767 in Venedig starb.
Die heute fast vollständig frei stehende Kirche befindet sich auf dem Campo San Giacomo am gleichnamigen Rio. San Giacomo ist Pfarrkirche des Vikariats San Polo-Santa Croce-Dorsoduro.

## Name
Die Herkunft des Namens ist nicht geklärt, möglicherweise war der Lorbeerbaum (=lauro) Namensgeber, oder der Name leitet sich von einer Bezeichnung der Kirche als San Giacomo dal Rio  (= am Kanal) oder del luprio (= trockengelegtes Sumpfland) ab.  

## Geschichte
Die Ursprünge der Kirche reichen bis ins 9. Jahrhundert zurück, sie zählt also zu den ältesten Kirchen Venedigs. Durch zahlreiche Erweiterungen, Um- und Anbauten sind in der Architektur des Gebäudes stilistischen Elemente von der byzantinischen Baukunst, der Romanik über die Gotik bis zur Renaissance und zum Barock zu einem einzigartigen Gesamtbild verschmolzen. Auf der Grundlage des romanischen Ursprungsbaus, von dem noch einige Teile im Querschiff sichtbar sind, wurde die Kirche 1225 zusammen mit dem Campanile neu errichtet. Einige Säulen der Kirche stammen aus den Plünderungen Konstantinopels von 1204 während des Vierten Kreuzzugs.
Im 14. Jahrhundert, als die Kirche ein dreischiffiges Langhaus erhielt, wurde der Eingang verlegt, der alte Campanile befindet sich heute neben dem ehemaligen Hauptportal der Kirche. Die alte Basilika ist vermutlich in das heutige Querschiff integriert worden. Nach 1500 erhielt die Kirche ein monumentales dreiteiliges Presbyterium mit einer Kuppel über dem Sanktuarium.
Den Dachstuhl in Form eines kieloben liegenden Schiffs stammt aus dem 14. Jahrhundert.

## Kunstwerke
- Madonna in der Glorie mit Kind und den hll. Laurentius, Antonius, Jakobus, Josef und Sebastian von Giambattista Pittoni
- Madonna in der Glorie von Francesco Bassano in der Neuen Sakristei
- Johannespredigt von Francesco Bassano in der Neuen Sakristei
- Sacra conversazione, 1546, von Lorenzo Lotto, Pala des Hochaltars
- Mysterium der Eucharistie von Palma il Giovane Wand- und Deckengemälde in der Alten Sakristei
- Leben des hl. Laurentius von Palma il Giovane im nördlichen Querschifftransept
- Paolo Veneziano wird das Crucifix gegenüber dem Hochaltar zugeschrieben
- Die Heiligen Laurentius, Hieronymus und Prosper von Veronese, Altarbild im nördlichen Querschiff
- Allegorie des Glaubens und Die Kirchenlehrer auf der Decke der Neuen Sakristei, von Veronese